# Opération Isabella
Pendant la Seconde Guerre mondiale, l'opération Isabella était un plan nazi allemand devant être mis en vigueur après l'effondrement de l'Union soviétique afin de sécuriser des bases en Espagne et au Portugal pour poursuivre l'étranglement de la Grande-Bretagne. Ce projet fut imaginé par Hitler en mai 1941 mais ne fut jamais exécuté.

## Histoire
Isabella était une première version d'un plan d'invasion à plus petite échelle qui plus tard fut appelée opération Ilona,. Tout comme l'opération Felix, le plan prévoyait l'invasion de l'Espagne continentale, ainsi que du Portugal, de Gibraltar et des bases d'opérations avancées dans les îles Açores et du Cap-Vert. Cependant, contrairement à Felix, Isabella supposait que les forces espagnoles seraient au minimum favorables à la cause de l'Axe et que l'invasion de l'Espagne serait lancée pour aider les Espagnols en cas d'invasion alliée de la péninsule ibérique. Afin de sécuriser le flanc sud de l'opération, la Wehrmacht devait également capturer le port français de Dakar, alors sous contrôle de Vichy. L'objectif stratégique de l'opération était d'empêcher les Britanniques d'utiliser les routes de convois vers et depuis le Moyen-Orient et de l'Inde, via, à la fois, le canal de Suez et Gibraltar et autour du cap de Bonne-Espérance.
Bien que le plan ne fut jamais mis en vigueur, le général Franz Halder mentionne dans son journal qu'une base logistique avancée pour l'invasion avait été préparée à Bordeaux.